# Château de Pontourny
Le château de Pontourny est situé à Beaumont-en-Véron, en Indre-et-Loire, était jusqu'en juin 2016 un centre éducatif et de formation professionnelle (CEFP) qui accueillait des mineurs isolés étrangers. Il était un des 14 établissements du département de Paris de l'Aide sociale à l'enfance (ASE). Le conseil de Paris, qui gérait l’établissement, a décidé de fermer le centre en juin 2016.
Le château est devenu en septembre 2016 un centre de prévention, d'insertion et de citoyenneté (CPIC). Il est ainsi apparu comme le premier centre de « déradicalisation » ouvert par l'État en France. Il accueille des jeunes de 18 à 30 ans susceptibles de basculer dans l'islamisme radical. Cette nouvelle orientation a fait l'objet d'un accueil plutôt défavorable de la part de la population et des élus locaux (pétitions, collectifs, associations...)

## Histoire
Domaine avec château construit au XVIIIe siècle par la famille Richard de Pontourny dont l'héritière, Aimée-Alphonsine Richard de Pontourny a épousé Hyppolyte Gréban, un officier de marine auquel elle a donné trois enfants: Marie-Aimée, devenue vicomtesse Delamalle, famille subsistante; un fils Charles tué à 19 ans comme zouave pontifical, et Alphonse Gréban de Pontourny, ingénieur des Mines, marié en 1886 à Marie Turquet (décédée en 1895), père d'une fille nommée Marie Joseph Gréban de Pontourny, née en 1871 et décédée en 1893. De fait, sans descendance vivante, Pontourny a été légué en 1896 par Alphonse Gréban de Pontourny à son neveu Jean-Baptiste Turquet avec comme condition que « le domaine doit avoir pour mission une œuvre charitable chrétienne avec obligation du culte catholique, un office par semaine », lequel le lègue à son tour à l'État en 1902 avec les mêmes conditions. L'Assistance publique, puis le Ministère des affaires sociales, avec la sous-direction d'aide sociale à l'enfance, en a fait un établissement d'éducation, puis un centre de formation professionnelle pour jeunes filles en difficulté.

## Centre de «déradicalisation»
En 2016, un projet est mis en place pour ouvrir au château de Pontourny le premier centre de réinsertion pour les jeunes de 18 à 30 ans susceptibles de basculer dans l'islamisme radical,,. Il s'agit d'un projet pilote qui pourrait être suivi de 13 autres centres du même type,. En juillet 2017, le gouvernement décide de fermer ce centre, qui n'accueille déjà plus aucun pensionnaire.